# Saïga

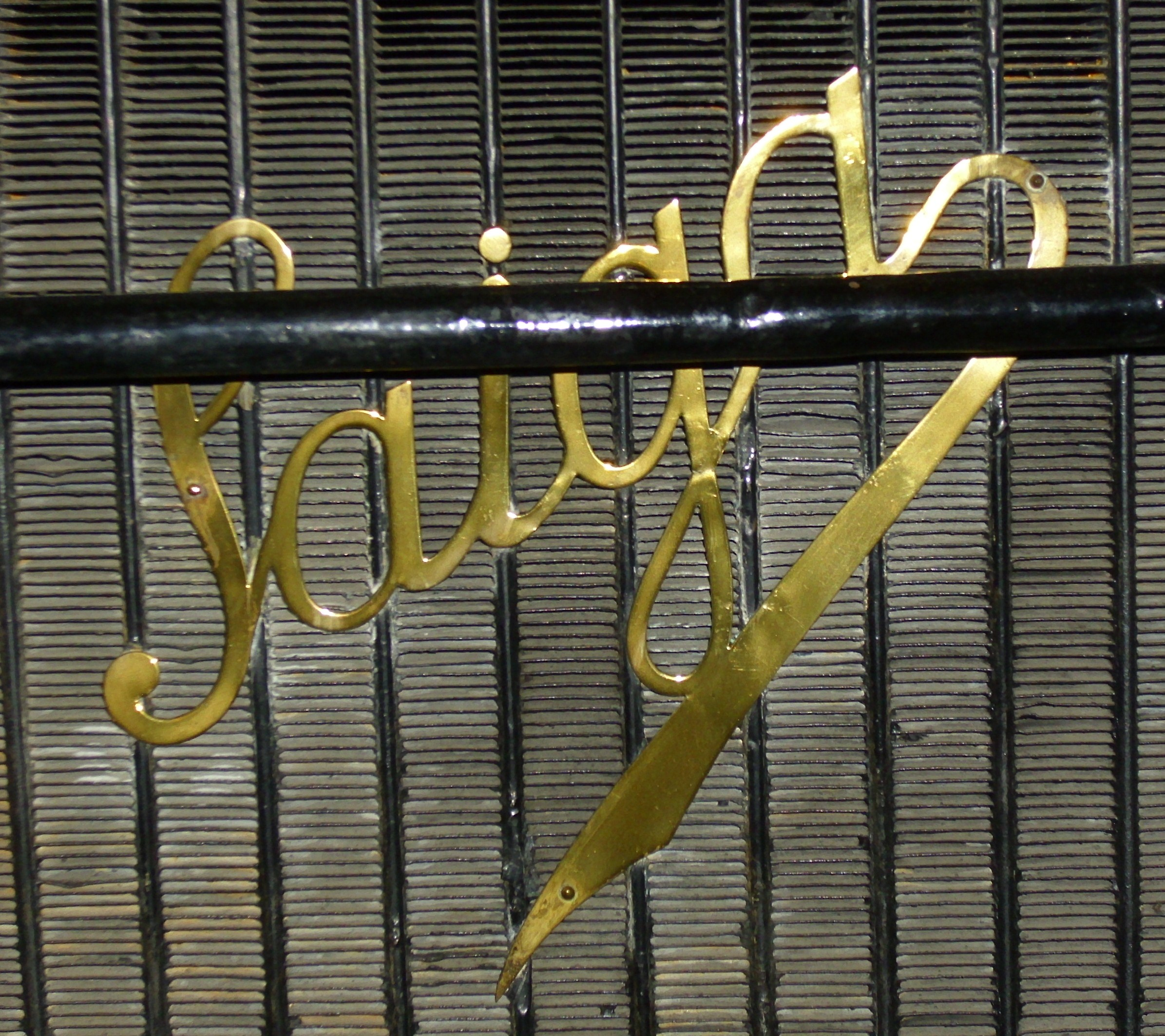
Emblem

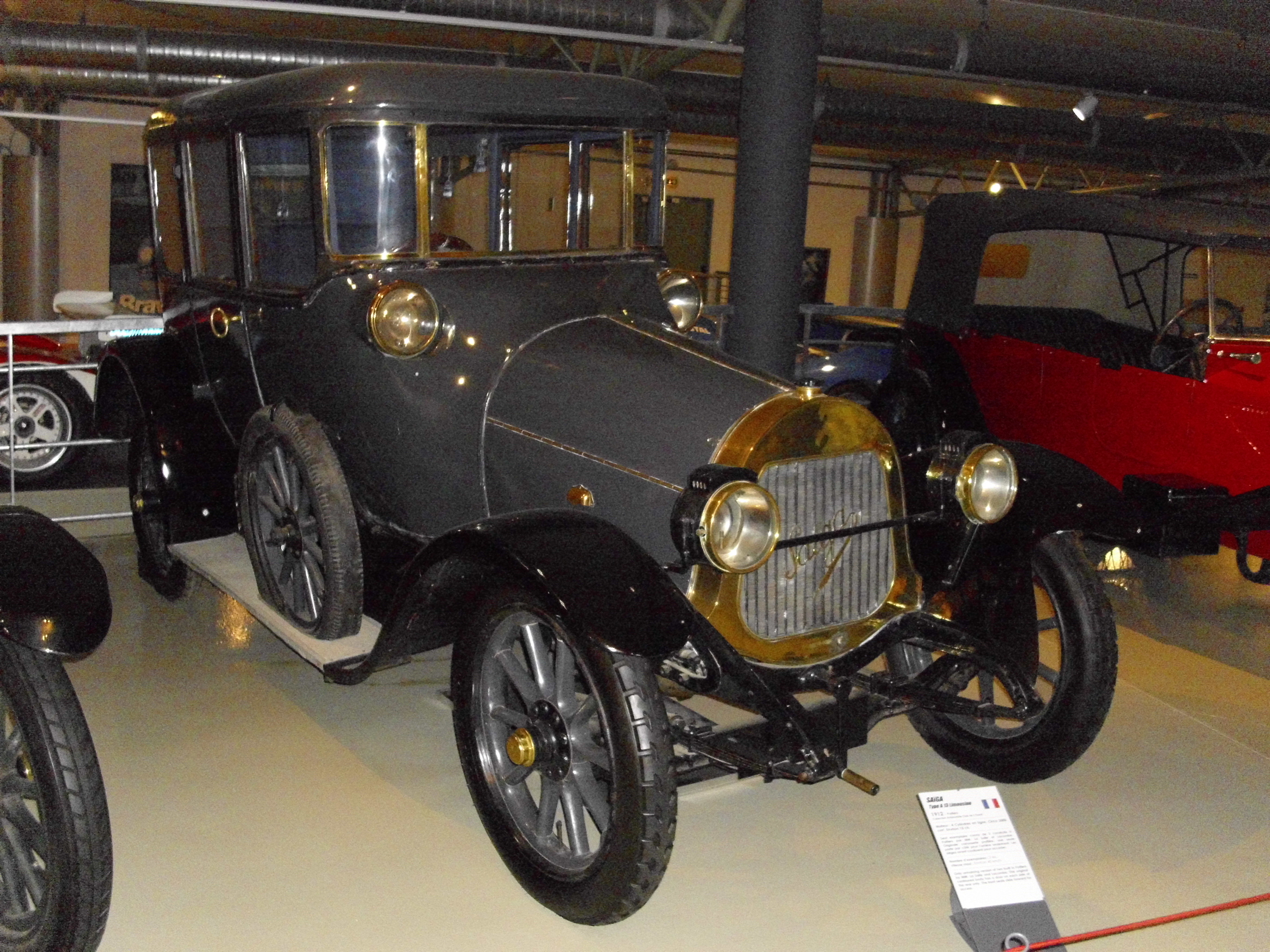
Saïga A 13 Limousine von 1912

Saïga war eine französische Automarke.

## Unternehmensgeschichte
Das Unternehmen De la Salle et Lacombe aus Poitiers begann 1910 mit der Produktion von Automobilen. Der Markenname lautete Saïga. 1912 endete die Produktion. Insgesamt entstanden etwa 15 Fahrzeuge, von denen eines noch existiert.

## Fahrzeuge
Im Angebot standen Modelle mit Vierzylindermotoren. Eine Quelle nennt den 12 CV. 1912 gab es das Modell A 13 mit 2000 cm³ Hubraum und 15 PS Leistung. Das Getriebe verfügte über vier Gänge.
Das einzige noch existierende Fahrzeug dieser Marke ist im Musée des 24 Heures in Le Mans zu besichtigen.